# Karácsonyi Gyula
Karácsonyi Gyula, Krecsmarik (? – ?) olimpiai válogatott kerettag labdarúgó, csatár. Tagja volt az 1936-os berlini olimpiai csapatnak.

## Pályafutása

### Klubcsapatban
Karácsonyi az olimpiai szereplés miatt igazolt a Ferencvárosba, ahol összesen tíz mérkőzésen lépett pályára (5 bajnoki, 5 nemzetközi) és három gólt szerzett (2 bajnoki, 1 nemzetközi).

### A válogatottban
Tagja volt az 1936-os berlini olimpiai csapatnak, de pályára nem lépett.

## Sikerei, díjai
- Magyar bajnokság
  - 2.: 1936–37
  - 3.: 1935–36